# Religione in Perù
CattoliciEvangeliciAltroNon religiosiCattoliciEvangeliciAltroNon religiosi
In Perù la religione di maggioranza è il cristianesimo. Secondo il censimento del 2007, l'81,3% della popolazione superiore ai 12 anni si dichiara cattolica, il 12,5% evangelica, l'1,2% islamica, il 3,3% appartiene ad altre religioni ed il 1,7% non specifica alcuna appartenenza religiosa.
Una delle principali devozioni è a quella del Señor de los Milagros (Signore dei Miracoli), la cui devozione risale fin dai tempi della colonizzazione spagnola. È considerata come una delle manifestazioni religiose più partecipate al mondo e ha ricevuto il pieno consenso da parte dei pontefici Papa Giovanni Paolo II e Papa Benedetto XVI. In Perù vi è molta devozione al culto mariano in particolare verso la Virgen del Chapi, la Virgen del Carmen e la Virgen de la Puerta.
Nel paese esistono 45 giurisdizioni ecclesiastiche, e sette arcidiocesi. L'attuale Arcivescovo di Lima è Juan Luis Cipriani.

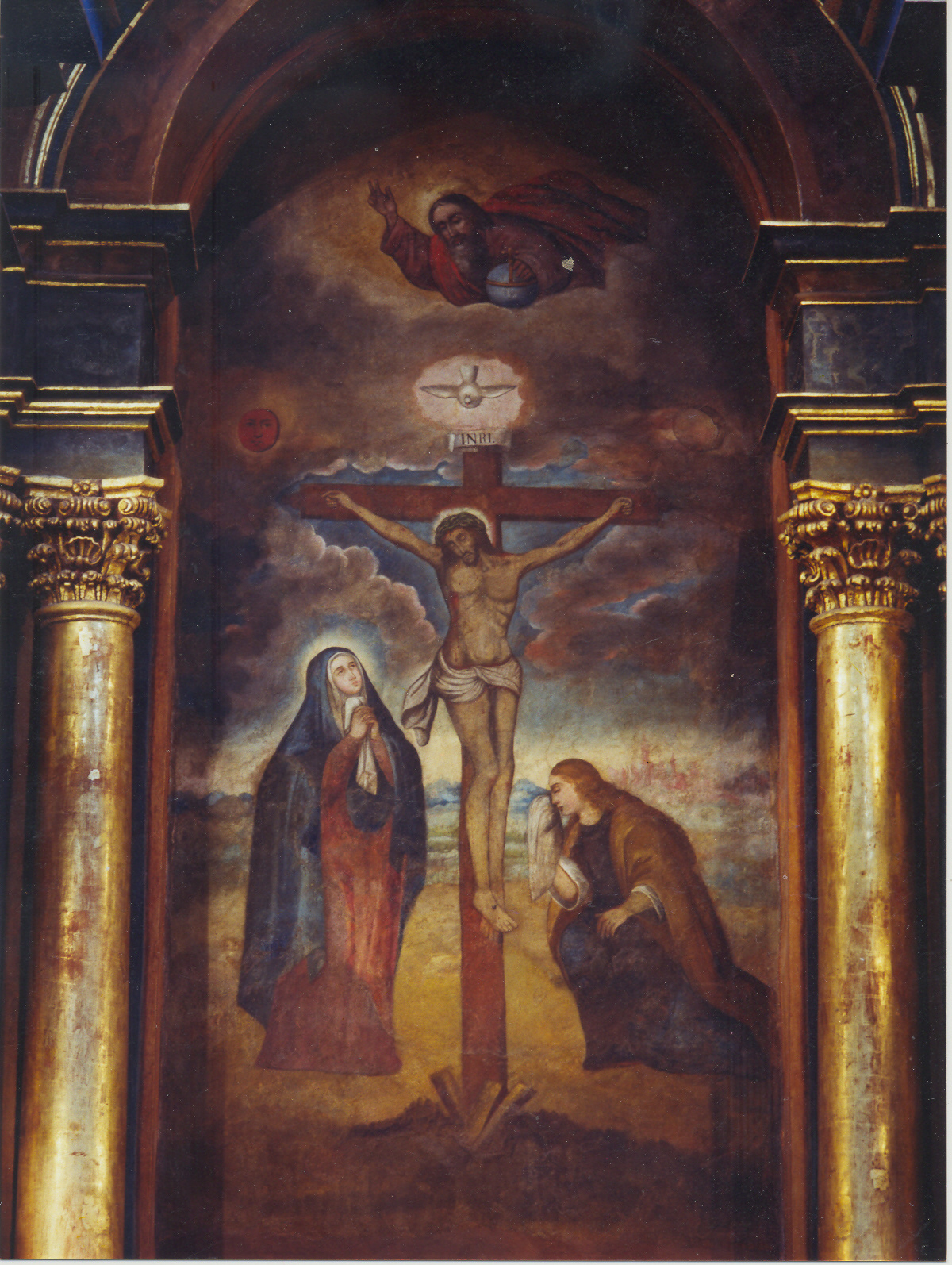
Señor de los Milagros, Lima